# Builsa Nord
Builsa Nord est l'une des circonscriptions électorales représentées au Parlement du Ghana. Elle élit un député (MP) au scrutin uninominal majoritaire à un tour. Builsa Nord se trouve dans le district de Builsa de la Région du Haut Ghana oriental au Ghana. 

## Membres du Parlement
| Élection | Député                      | Parti                         |
| -------- | --------------------------- | ----------------------------- |
| 1992     | Sylvester Azantilow         | Congrès démocratique national |
| 1996     | Theodore Basil Anuka        | Congrès démocratique national |
| 2004     | Agnes Asangalisa Chigabatia | Nouveau Parti patriotique     |
| 2008     | Timothy Awotiirim Ataboadey | Congrès démocratique national |
| 2012     | James Agalga                | Congrès démocratique national |

## Voir également
- Liste des circonscriptions du Parlement ghanéen (en)